# Viola orbiculata
Viola orbiculata (A.Gray) Geyer ex B.D.Jacks. – gatunek roślin z rodziny fiołkowatych (Violaceae). Występuje naturalnie w Kanadzie (w prowincjach Alberta i Kolumbia Brytyjska) oraz Stanach Zjednoczonych (w Idaho, Montanie, Oregonie, stanie Waszyngton i Wyoming). 

## Morfologia
PokrójBylina dorastająca do 5–10 cm wysokości, tworzy kłącza.
LiścieBlaszka liściowa ma owalny, okrągławy lub nerkowaty kształt. Mierzy 1,4–5,3 cm długości oraz 1,4–5,3 cm szerokości, jest karbowana lub piłkowana na brzegu, ma sercowatą nasadę i spiczasty lub ostry wierzchołek. Ogonek liściowy jest nagi i ma 2,1–10,5 mm długości. Przylistki są od deltoidalnych do lancetowatych.
KwiatyPojedyncze, wyrastające z kątów pędów. Mają działki kielicha o lancetowatym kształcie. Płatki są odwrotnie jajowate i mają żółtą barwę, dolny płatek jest odwrotnie jajowaty, mierzy 8-17 mm długości, z czerwonymi żyłkami, posiada obłą ostrogę o długości 2-3 mm.
OwoceTorebki mierzące 6-8 mm długości, o elipsoidalnym kształcie.

## Biologia i ekologia
Rośnie w lasach, na łąkach, brzegach cieków wodnych i skarpach. Występuje na wysokości od 700 do 1700 m n.p.m.